# Jamie-Lee Kriewitz
Jamie-Lee Kriewitz (Bennigsen, Alemanha, 18 de março de 1998) é uma cantora alemã que representou o seu país, a Alemanha, no Festival Eurovisão da Canção em 2016.